# Seleção Estoniana de Futebol Feminino
A Seleção Estoniana de Futebol Feminino representa a Estônia no futebol feminino internacional. 